# Acacia concurrens
Acacia concurrens — вид квіткових рослин з родини бобових. Ареал: Австралія (пн.-сх. Новий Південний Уельс, пд.-сх. Квінсленд).

## Екологія
Росте на схилах пагорбів або плато, у піщаних або кам'янистих супіщаних суглинках, часто поверх сланців, як частина підліску в евкаліптових лісових спільнотах.

## Біоморфологічна характеристика
Кущ може виростати до 10 м у висоту, але зазвичай менший. Глянцеві зелені філодії мають косо оберненояйцювату форму з майже прямим нижнім краєм. Він має тріщинисту та волокнисту, сіро-чорну кору та міцні кутасті гілочки. Філодії мають довжину до 16 см. Цвіте з березня по вересень, утворюючи яскраво-жовті квітки, які розташовані парами в пазухах листя. Плоди мають довжину від 5 до 10 см. Стручки містять коричнево-чорне насіння еліптичної форми довжиною від 3.5 до 4.5 мм.